# Boknafjord
Il Boknafjord (o fiordo di Bokn, noto anche come Boknafjorden, dove il suffisso -en rappresenta l'articolo determinativo in norvegese) è un fiordo che si estende per 96 km nella contea di Rogaland, nel sud-ovest della Norvegia.

## Geografia

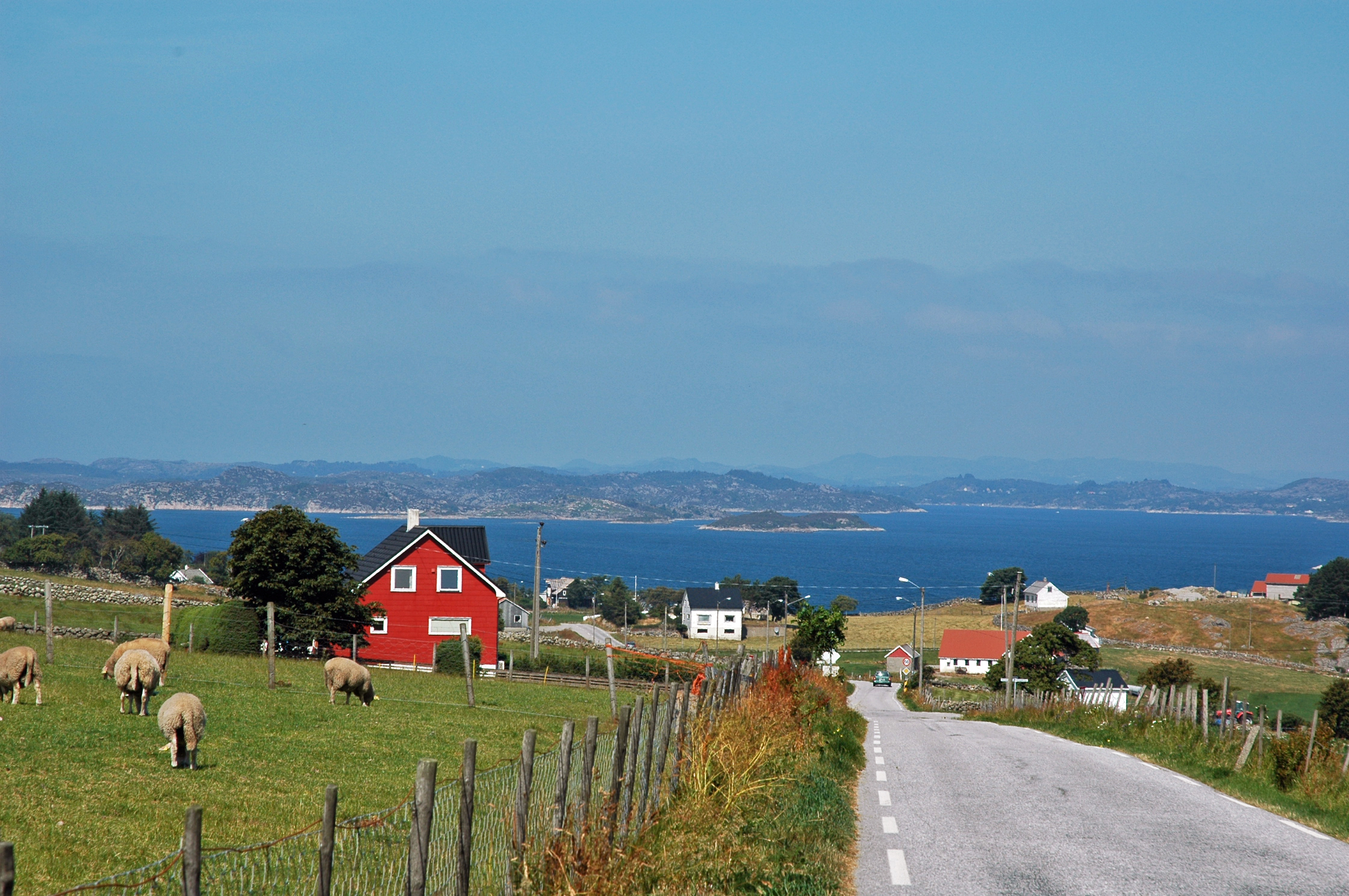
Il fiordo a Bokn.

Il Boknafjord è molto ampio alla sua bocca sul mare del Nord, approssimativamente dall'estremità meridionale dell'isola di Karmøy alla punta settentrionale della penisola di Stavanger. In questa prima parte si trovano diverse isole tra cui Ombo (58 km²), Rennesøy (41 km²) Vestre Bokn (35 km²), Finnøy (25 km²), Mosterøy (12 km²), Kvitsøy (2,3 km²) e l'arcipelago delle Sjernarøyane. Sulle sponde pianeggianti della parte più ampia del fiordo sorgono i principali insediamenti urbani come Stavanger e Haugesund.
Il fiordo si stringe poi man mano che si protrae nell'entroterra, dividendosi in numerosi fiordi dalle pareti più alte e ripide. Tra questi i principali sono il Saudafjord, il Sandsfjord, il Vindafjord, l'Hervikfjord, il Førresfjord, l'Erfjord, lo Jøsenfjord, l'Årdalsfjord, l'Idsefjord, l'Høgsfjord, il Lysefjord e il Gandsfjord.
Con le sue complesse ramificazione il Boknafjord raggiunge una lunghezza massima di 96 km (tra la bocca e l'estremità del Hylsfjord).

## Tunnel
Al momento i collegamenti tra le varie sponde del fiordo sono assicurati da una serie di traghetti. Tuttavia è in fase di studio il progetto di un tunnel, denominato Rogfast, che correndo sotto il fondo marino collegherebbe l'estremità settentrionale della penoisola di Stavanger con l'isola di Kvitsøy prima e quella di Vestre Bokn poi, facilitando i transiti tra la regione dello Jæren con il Dalane e quindi riducendo considerevolmente i tempi di percorrenza tra le città di Stavanger e Bergen.
Il tunnel dalla lunghezza di 24 km e profondità di 350 m avrà un costo previsto di 500-600 milioni di Euro e se realizzato diventerebbe il più lungo e profondo tunnel sottomarino al mondo.
L'entrata in esercizio è prevista per il 2020.
Un altro tunnel, il tunnel di Ryfylke, è stato aperto al traffico il 30 dicembre 2019 e con una lunghezza di 14,4 km collega Stavanger con la cittadina di Tau nel comune di Strand.